# Congreso Islámico de Jerusalén - 7 de diciembre de 1931
El Congreso Islámico de Jerusalén se celebró en una situación crítica para musulmanes y judíos. Hay que tener en cuenta que cuatro meses antes, el 23 de agosto de 1929, se produjo un brutal enfrentamiento entre ambos bandos por la propiedad del Muro de al-Buraq. Fallecieron 248 judíos y musulmanes. 
Después de los enfrentamientos de agosto de 1929, una comisión internacional se puso manos a la obra para dirimir la cuestión de la propiedad de este muro; finalmente, la comisión les concedió la propiedad del muro y de la terraza superior a los palestinos. Sin embargo, para que la decisión contemplase los intereses de los judíos, la comisión les concedió el derecho de visitar este muro siempre que lo desearan.

## Participantes
Ante esta situación extremadamente delicada, el muftí de Jerusalén, al Haj Amin al-Huseiní, decidió convocar un Congreso. Los principales apoyos del líder musulmán más importante de la zona fueron dos: Abdelaziz Thâalbi, de Túnez, y Shawkat Alí, de India . Más de veinte países fueron invitados a alzar su voz en esta cita política, de ciudades como Sinkiang, Turquía, Túnez, India, Java, Argelia, Hiyaz, Rusia, Siria, Ceylán, Libia, Irak, Irán, Palestina, Líbano, Egipto, Marruecos, Nigeria, Yemen, Yugoslavia y Suiza. Entre los 145 delegados que participaron en este Congreso se encontraban Dhiaa ed-Dín Tabtabaí, Mohamed Iqbal, Abdelaziz Thâalbi, Said al-Jazairí, Shukri al-Kuwatli y Riadh as-Solh.

## Las decisiones del congreso
Del Congreso de Jerusalén emanan decisiones firmes y denuncias contra las potencias coloniales que aún les tenían bajo su yugo. Por eso es especialmente interesante detenerse en algunas de las iniciativas que fueron aprobadas: el Congreso pidió el traspaso del ferrocarril de Hiyaz y denunció los excesos del colonialismo en todos los países musulmanes sobre todo los malos tratos, asesinatos y desplazamientos infligidos a los dirigentes y combatientes de Trípoli y Cirenaica. Sin embargo, lo más significativo el compromiso de continuidad que nació en este Congreso. En primer lugar, el compromiso de que la cita se celebraría cada dos años, contaría con delegaciones en los países extranjeros y erigiría estandartes que mostrasen su unidad musulmana como un símbolo de esplendor ante el mundo. También propusieron la creación de la Enciclopedia del Islam (“dairat al-ma´arif al-islamiya”) y de la Universidad de al-Aqsa.

## El pacto sagrado
los asistentes a esta cita dieron un paso más en su avance hacia la reconquista de sus derechos políticos. En este sentido, elaboraron un “pacto sagrado”, cuyos principales pilares destacamos a continuación.
Artículo primero 
El país árabe es una unidad entera no divisible. Y todos los tipos de división que surgieron en él la comunidad no los acepta y no los reconoce.
Artículo segundo
Todos los esfuerzos en cada una de las regiones árabes serán dirigidos hacia una dirección, que es la independencia total y unificada y el combate de toda idea que tienda a limitar el trabajo a las políticas regionales y locales.
Artículo tercero
Puesto que el colonialismo en todas sus formas es completamente incompatible con la dignidad y las metas de la comunidad árabe, ésta lo rechaza y lo combate con todas sus fuerzas.
Los reunidos observan la obligación de celebrar un congreso árabe general en una de las capitales árabes con el fin de estudiar las herramientas nacionales para la difusión y el patrocinio del pacto y los planes que se debe seguir para realizarlo.